# Препаскова фиджийска игуана
Препаскова фиджийска игуана, ивичеста фиджийска игуана (Brachylophus bulabula) е вид влечуго от семейство Iguanidae. Видът е застрашен от изчезване.

## Разпространение
Разпространен е във Фиджи. Внесен е във Вануату.

## Описание
Популацията на вида е намаляваща.